# Borussia Neunkirchen
Borussia, VfB e. V., Neunkirchen (Saar) ist ein Fußballverein aus Neunkirchen im Saarland. In den 1960er Jahren spielte die Borussia drei Jahre in der 1. Bundesliga. Derzeit (Saison 2024/25) spielt der Verein in der sechstklassigen Saarlandliga.

## Geschichte
Am 24. Juli 1905 wurde der Fußball-Club Borussia 1905 gegründet. 1907 fusionierte dieser Verein mit der Freien Turn- und Spielvereinigung am Realgymnasium zu Neunkirchen und dem Sport-Club Neunkirchen zur Borussia, Verein für Bewegungsspiele e. V. Nach 1945 wurde der Verein zunächst als VfB Neunkirchen neu gegründet. Den alten Namen gab er sich am 26. Juli 1951 wieder.

### Frühe Jahre
Nach vier Jahren in der B-Klasse Saargau stiegen die Neunkircher 1912 in die Erstklassigkeit auf. Bereits 1911 waren sie Saargau-Meister, scheiterten aber in der Aufstiegsrunde. Zweimal wurde die Borussia Vorletzter dieser Liga, dann musste der Spielbetrieb wegen des Ersten Weltkriegs eingestellt werden.
In der unmittelbaren Nachkriegszeit zählte die Borussia zu den Spitzenvereinen des Saarkreises. Von 1920/21 bis 1923/24 wurde sie vier Mal hintereinander Meister der regionalen Liga, 1922 sogar süddeutscher Vizemeister. Im Endspiel unterlagen die Neunkircher dem FC Wacker München mit 1:2 nach Verlängerung.
Ab 1924 fielen die Borussen ins Tabellenmittelfeld zurück, ehe sie 1927 Vizemeister hinter dem FV Saarbrücken und 1928 erneut Bezirksligameister wurden. In der anschließenden süddeutschen Meisterschaftsrunde waren die Neunkirchener chancenlos und wurden Letzter mit 3:25 Punkten. In den verbleibenden Bezirksligajahren hatten sie keinen Kontakt mehr zur Tabellenspitze.

### Gauliga
1933 gehörten die Neunkircher zu den Gründungsmitgliedern der Gauliga Südwest, wo sie nach mehreren Mittelfeldplatzierungen in der Saison 1937/38 Vizemeister hinter Eintracht Frankfurt wurden, aber in den folgenden Jahren an diesen Erfolg nicht anschließen konnten. Bis zur Einstellung des Spielbetriebes zu Beginn der Saison 1944/45 blieben die Saarländer erstklassig.

### Frühe Nachkriegszeit
Im ersten Jahr nach der Wiederaufnahme des organisierten deutschen Fußballs zeigten sich die Borussen, obwohl sie diesen Namen vorübergehend nicht führen durften, in guter Frühform und wurden als VfB Neunkirchen Dritter der (erst später so genannten) Oberliga Südwest. 1948 mussten sie diese Liga verlassen, um mit den anderen Saar-Vereinen eine eigene Saarland-Liga unter französischer Flagge auszuspielen. Vereinspräsident Robert Neufang gehörte zu den Verfechtern dieser Maßnahme. Die Neunkircher wurden Meister, durften aber nicht in die französische Division 2 aufsteigen. 1950 wurden sie saarländischer Vizemeister, führten das Vertragsspielertum ein und trugen in der folgenden Saison ausschließlich Privatspiele aus, bevor sie 1951 in das Südwest-Oberhaus zurückkehren konnten, da in diesem Jahr die Saar-Vereine wieder in das deutsche Ligasystem eingegliedert wurden.
Borussia Neunkirchen bekam einen Platz in der Oberliga, wo der Verein erst ab den späten 1950ern gute Tabellenplätze erreichte. Dem dritten Rang 1957/58 folgten drei Vizemeisterschaften, eine Meisterschaft und ein weiterer zweiter Platz. Fünf Mal nahm die Borussia dadurch an der Endrunde zur deutschen Meisterschaft teil, wo sie jedoch jedes Mal bei der ersten Möglichkeit ausschied: in den Jahren 1959 und 1961 in den Qualifikationsspielen sowie 1960, 1962 und 1963 in der Vorrunde.
1959 erreichte die Borussia zudem das Finale um den DFB-Pokal, das im Dezember im Auestadion von Kassel mit 2:5 gegen ETB Schwarz-Weiß Essen verloren ging. Werner Emser und Rudi Dörrenbächer konnten hier in den letzten fünf Spielminuten das Ergebnis noch etwas verschönern.

### Erste und Zweite Bundesliga – Regional- und Oberliga
Trotz guter Platzierungen seit 1959/60 in der Oberliga Südwest wurde Borussia Neunkirchen 1963 nicht in die neu gegründete Fußball-Bundesliga aufgenommen, da dem Südwesten nur zwei Plätze zustanden, für die sich jedoch die alten Rivalen, der 1. FC Kaiserslautern und der 1. FC Saarbrücken, qualifizierten.
1964 wurde Neunkirchen mit knappem Vorsprung vor dem FK Pirmasens Meister der zweitklassigen Regionalliga Südwest. In die folgende Aufstiegsrunde zur zweiten Saison der Bundesliga starteten die Borussen schwach, doch schafften sie nach Rückrundensiegen beim FC Bayern München und dem FC St. Pauli sowie zu Hause gegen SC Tasmania 1900 Berlin den Sprung in die Bundesliga. Dank ihrer Heimstärke belegten sie im ersten Jahr ihrer Bundesligazugehörigkeit den zehnten Platz. Es war das erfolgreichste Jahr und der wohl beste Kader des Vereins seit der Gründung. Was den Mythos der Mannschaft jener Jahre begründete, war der Umstand, dass Neunkirchen seinerzeit als kleinste Bundesligastadt im heimischen Ellenfeldstadion fast die gesamte deutsche Fußballelite bezwingen konnte; überdies setzte sich die Mannschaft überwiegend aus Spielern zusammen, die aus Neunkirchen und der näheren saarländischen Umgebung und des Südwestraums stammten, was den Zuspruch des Publikums und dessen Identifikation mit der Mannschaft erhöhte. Im zweiten Bundesligajahr stieg die Mannschaft jedoch ab. Mehr als die Hälfte der Stammspieler verließ den Verein und verdingte sich bei anderen erstklassigen Mannschaften.
Als erster deutscher Verein schaffte Borussia Neunkirchen 1967 mit einem weitgehend neu gebildeten Spielerkader souverän den Wiederaufstieg in die Bundesliga, doch konnte die Mannschaft, die für die höchste Spielklasse nicht wesentlich verstärkt worden war, nur den vorletzten Platz erringen. Auswärts konnte man nur einen einzigen Punkt gewinnen; das bis dahin so bewährte Torwartgespann Willi Ertz und Horst Kirsch musste in 34 Spielen 93 Tore kassieren.
In den Jahren 1971 und 1972 konnten die Neunkircher nochmals Meister der Regionalliga Südwest werden, doch verpasste man jedes Mal den Aufstieg. Als schließlich 1974 der Sprung in die neugeschaffene 2. Bundesliga, Gruppe Süd, gelang, konnte man sich nur ein Jahr halten. In den folgenden Jahren spielte der Verein in der wenig attraktiven Amateurliga Saar, wo jedes Jahr mühelos die Meisterschaft errungen wurde. Noch einmal gelang 1978 der Wiederaufstieg in die 2. Bundesliga Süd. Doch musste man auch diesmal nach einem Jahr wieder absteigen. In Erinnerung blieben zwei kuriose Spiele, die wiederholt werden mussten: Beim Heimspiel gegen die Stuttgarter Kickers (4:3) hatte der Schiedsrichter ein Tor für Borussia anerkannt, obwohl der Schuss von Dieter Kobel das Tor verfehlt hatte. Angesichts eines eindeutigen Fernsehbeweises wurde das Spiel neu angesetzt; die Stuttgarter gewannen 1:0. Auch das Derby gegen den Saarrivalen 1. FC Saarbrücken (2:1) wurde annulliert, weil ein FCS-Spieler von einem Hund gebissen wurde und verletzt ausscheiden musste. Das Wiederholungsspiel endete 1:0 für die Borussia.
Im Jahr 1980, zwölf Monate nach dem Abstieg aus der 2. Bundesliga, konnte Neunkirchen in der zwei Jahre zuvor gestarteten drittklassigen Amateur-Oberliga Südwest noch einmal eine Meisterschaft gewinnen – ein Erfolg, der 1991 wiederholt wurde. Doch wiederholten sich auch diesmal die bekannten Muster: Dem Aufstieg nach einem Jahr folgte sogleich der Abstieg in die tiefere Spielklasse.

### Amateurfußball
Bis 1994 gehörten die Neunkircher fortan der Oberliga an, wo sie erst von 1989/90 an zur Spitzengruppe gehörten. 1991 wurde die Borussia Südwestmeister, wurde aber sieglos Letzter der Aufstiegsrunde. 1994 bekam der Verein einen Platz in der neu eingeführten Regionalliga West/Südwest, aus der er im zweiten Jahr wieder in die Oberliga abstieg. Nach der nächsten Oberligameisterschaft 2000 blieben die Neunkircher in der Aufstiegsrunde zur Regionalliga ohne Tor und Punkt. Zwei Jahre später stiegen sie doch noch auf, mussten aber die Regionalliga wieder als abgeschlagener Tabellenletzter verlassen und die Insolvenz überstehen. Als Konsequenz daraus verzichteten die Neunkircher 2005 trotz der Meisterschaft auf den Aufstieg in die Regionalliga. Nach der Einführung der neuen 3. Liga zur Saison 2008/09 waren die weiterhin der Oberliga Südwest angehörenden Borussen nur noch fünftklassig. Nach anhaltenden Liquiditätsproblemen musste Borussia Neunkirchen Anfang April 2015 einen Insolvenzantrag stellen. 2016 konnte Borussia Neunkirchen einen Teil seiner Schulden tilgen. 2017 stieg die Borussia in die sechstklassige Saarlandliga ab.
Als Amateurklub hatte die Borussia zweimal einen sehr starken Gegner in der ersten Hauptrunde des DFB-Pokals, als ihnen 1992 und 2003 jeweils der FC Bayern München zugelost wurde. Das erste Spiel am 18. August 1992 wurde live von RTL im Fernsehen übertragen. Durch zwei frühe Tore der Münchner und einen Platzverweis gegen die Borussia war es früh entschieden. Am Ende hieß es 0:6. Auch im zweiten Aufeinandertreffen am 30. August 2003 war man – gerade aus der Regionalliga Süd abgestiegen – chancenlos und unterlag mit 0:5. Einige Nationalspieler spielten dabei auf Seiten der Münchner im erstmals seit der Bundesligazeit ausverkauften Ellenfeldstadion.

## Erfolge

### Meisterschaften
- Meister der C-Klasse 1908
- Meister der B-Klasse 1911 und 1912
- Meister der erstklassigen Bezirksliga 1921, 1922, 1923, 1924, 1929
- Meister der Ehrenklasse Saar 1949
- Meister der erstklassigen Oberliga Südwest 1962
- Meister der zweitklassigen Regionalliga Südwest 1964, 1967, 1971, 1972 und 1974
- Meister der drittklassigen Amateurliga Saarland 1976, 1977 und 1978
- Meister der drittklassigen Amateur-Oberliga Südwest 1980 und 1991
- Meister der viertklassigen Oberliga Südwest 2000, 2002 und 2005

### Vize-Meisterschaften
- Süddt. Liga 1 Klasse Gruppe 3 Saarkreis: 1920
- Süddt. Liga Bezirk Rhein/Saar Gruppe Saar: 1928, 1930
- Bezirkspokal Rhein/Saar: 1933
- Gauliga Südwest: 1938, 1940
- Landesklasse Saar: 1950
- Oberliga Südwest: 1959
- Regionalliga Südwest: 1973

### Aufstiege
- Aufstieg in die Bundesliga 1964, 1967
- Aufstieg in die 2. Bundesliga Süd 1978, 1980
- Aufstieg in die Regionalliga Süd 2002

### Pokale
- Süddeutscher Pokalsieger 1921
- Saarlandpokalsieger 1978, 1985, 1986, 1990, 1992, 1996, 2003
- Finalist im DFB-Pokal 1959

### Volksbanken-Hallenmasters
- Volksbanken-Masterssieger: 2002, 2003, 2008
- Vize-Masterssieger: 1999, 2014

## Stadion
Seit 1912 spielt Borussia Neunkirchen im einst 32.000, heute 21.600 Zuschauer fassenden Ellenfeldstadion. Zuvor wurden die Heimspiele auf verschiedenen kleinen Sportplätzen ausgetragen.

## Zuschauerentwicklung (1951–1981)
| Saison  | Spielklasse          | Zuschauerschnitt | Weitere Wettbewerbe               | Zuschauerschnitt |
| ------- | -------------------- | ---------------- | --------------------------------- | ---------------- |
| 1951/52 | Oberliga Südwest     | 05.200           |                                   |                  |
| 1952/53 | Oberliga Südwest     | 04.986           |                                   |                  |
| 1953/54 | Oberliga Südwest     | 0--              |                                   |                  |
| 1954/55 | Oberliga Südwest     | 05.000           |                                   |                  |
| 1955/56 | Oberliga Südwest     | 03.666           |                                   |                  |
| 1956/57 | Oberliga Südwest     | 03.500           |                                   |                  |
| 1957/58 | Oberliga Südwest     | 05.533           |                                   |                  |
| 1958/59 | Oberliga Südwest     | 06.033           |                                   |                  |
| 1959/60 | Oberliga Südwest     | 04.500           | Deutsche Meisterschaft (Endrunde) | 27.333*          |
| 1960/61 | Oberliga Südwest     | 04.500           |                                   |                  |
| 1961/62 | Oberliga Südwest     | 07.733           | Deutsche Meisterschaft (Endrunde) | 08.000* (1 Sp.)  |
| 1962/63 | Oberliga Südwest     | 05.100           | Deutsche Meisterschaft (Endrunde) | 40.000*          |
| 1963/64 | Regionalliga Südwest | 03.657           | Bundesliga-Aufstiegsrunde         | 27.600*          |
| 1964/65 | Bundesliga           | 21.333           |                                   |                  |
| 1965/66 | Bundesliga           | 17.294           |                                   |                  |
| 1966/67 | Regionalliga Südwest | 08.200           | Bundesliga-Aufstiegsrunde         | 21.200           |
| 1967/68 | Bundesliga           | 10.058           |                                   |                  |
| 1968/69 | Regionalliga Südwest | 03.980           |                                   |                  |
| 1969/70 | Regionalliga Südwest | 03.020           |                                   |                  |
| 1970/71 | Regionalliga Südwest | 04.953           | Bundesliga-Aufstiegsrunde         | 14.000           |
| 1971/72 | Regionalliga Südwest | 05.560           | Bundesliga-Aufstiegsrunde         | 07.300           |
| 1972/73 | Regionalliga Südwest | 01.940           |                                   |                  |
| 1973/74 | Regionalliga Südwest | 05.933           | Bundesliga-Aufstiegsrunde         | 17.000           |
| 1974/75 | 2. Bundesliga Süd    | 04.005           |                                   |                  |
| 1975/76 | Amateurliga Saarland | 02.319           | Aufstiegsrunde 2. Bundesliga Süd  | 04.750           |
| 1976/77 | Amateurliga Saarland | 01.857           | Aufstiegsrunde 2. Bundesliga Süd  | 09.000           |
| 1977/78 | Amateurliga Saarland | 01.458           | Aufstiegsrunde 2. Bundesliga Süd  | 10.000           |
| 1978/79 | 2. Bundesliga Süd    | 04.078           |                                   |                  |
| 1979/80 | Oberliga Südwest     | 0--              |                                   |                  |
| 1980/81 | 2. Bundesliga Süd    | 02.636           |                                   |                  |

Nicht berücksichtigt wurden Pokalwettbewerbe (z. B. DFB-Pokal).
* Die Spiele wurden im Saarbrücker Ludwigsparkstadion ausgetragen.

## Bekannte Spieler
| - Adolf Fischera - Karl Ringel - Kurt Welsch - Stefan Kuntz - Günter Kuntz - Jay-Jay Okocha - Wolfgang Gayer - Hans Linsenmaier - Suat Türker - Erich Hermesdorf | - Gerd Zewe - Werner Martin - Heinz-Jürgen Henkes - Horst Kirsch - Willi Ertz - Erich Leist - Dieter Schock - Peter Czernotzky - Reiner Brinsa | - Gerd Regitz - Werner Görts - Dieter Harig - Nico Patschinski - Heinz Simmet - Elmar May - Hugo Ulm - Rudi Dörrenbächer - Mike Frantz - Frank Lebong - Horst Meurer |

## Bisherige Trainer
- Ferdinand Fabra (1948 bis 1950)
- Friedrich Cerha (1950 bis 1951)
- Ferdinand Swatosch (1951 bis 1952)
- Harald Reinhardt (1951 bis 1954)
- Dondorf (1954 bis 1955)
- Eduard Havlicek (1955 bis 1957)
- Bernd Oles (1957 bis 1960)
- Alfred Preißler (1960 bis 1962)
- Hans Pilz (1962 bis 1963)
- Horst Buhtz (1963 bis 1966)
- Željko Čajkovski (1966 bis 1969)
- Kurt Sommerlatt (1969 bis 1971)
- Alfred Preißler (1971 bis 1973)
- Erwin Türk (1973 bis 1974)
- Stefan Abadschiew (1974 bis 1976)
- Dietmar Schwager (1976 bis 1977)
- Hennes Schreier (1977)
- Dietmar Schwager (1977 bis 1979)
- Herbert Binkert (1979)
- Horst Meurer (1979 bis 1980)
- Günter Noel (1980 bis 1981)[15]
- Jürgen Fuhrmann (1981 bis 1982[16])
- Hennes Schreier (1983)
- Horst Berg (1983 bis 1984)
- Hennes Schreier (1984)
- Günter Fuchs (1984)
- Dietmar Schwager (1984 bis Januar 1985)
- Jürgen Fuhrmann (1985)
- Hennes Schreier (1985)
- Reiner Reuter (1985 bis März 1987)
- Heinz Eisengrein (März 1987 bis Juni 1988)
- Hennes Schreier (1988)
- Gerd Schwickert (1988 bis 1990)
- Horst Brand (1990 bis September 1991)
- Klaus Müller (September 1991 bis 1992)
- Gerd Warken (1992 bis 1993)
- Klaus Johannes (1993 bis 3. Januar 1994)
- Rainer Gluding (4. Januar 1994 bis 13. Februar 1994)
- Guido Mey (14. Februar 1994 bis 23. August 1995)
- Gerd Schwickert (23. August 1995 bis 16. April 1996)
- Uwe Grub (17. April 1996 bis 27. August 1998)
- Werner Weiß (2. September 1998 bis 31. Mai 1999)
- Heinz Halter (1. Juni 1999 bis 14. November 1999)
- Stefan Kuntz (15. November 1999 bis 2000)
- Valentin Herr (Juli und August 2000)
- Willi Ertz (September 2000)
- Jörg Nehren (September 2000 bis 12. Dezember 2002)
- Andreas Golombek (Spielertrainer) (9. Januar 2003 bis 2003)
- Werner Mörsdorf (2003 bis 2006)
- Werner Weiß (2006 bis 7. April 2007)
- Heinz-Jürgen Henkes (interimsweise, ab 8. April 2007)
- Günter Erhardt (1. Juli 2007 bis 30. Juni 2009)
- Heinz Histing (1. Juli 2009 bis 22. September 2009)
- Yilmaz Örtülü (interimsweise, 22. September bis 8. November 2009)
- Heinz-Jürgen Henkes (9. November 2009 bis 15. Dezember 2009)
- Kurt Knoll (16. Dezember 2009 bis 7. Januar 2011)
- Paul Linz (8. Januar 2011 bis 12. Dezember 2011)
- Adetunji Adeyemi (13. Dezember 2011 bis 2012)
- Cătălin Răcănel (24. April 2012 bis 1. Juli 2012)
- Dieter Ferner (1. Juli 2012 bis 21. April 2014)
- Vincenzo Simonetta (24. April 2014 bis 30. Juni 2014)
- Daniel Paulus (ab dem 1. Juli 2014)
- Michael Petry (2014 bis 2016)
- Valentin Valtchev (Juli bis November 2016)
- Werner Mörsdorf (November 2016 bis März 2017)
- Tobias Grimm (März 2017 bis September 2017)[17]
- Björn Klos (September 2017 bis Juni 2022)
- Peter Rubeck (Juli bis September 2022)